# Colonia Olimpo
Colonia Olimpo är en ort i Mexiko.   Den ligger i kommunen Villa de Zaachila och delstaten Oaxaca, i den sydöstra delen av landet, 400 km sydost om huvudstaden Mexico City. Colonia Olimpo ligger 1 551 meter över havet och antalet invånare är 121.
Terrängen runt Colonia Olimpo är kuperad österut, men västerut är den platt. Runt Colonia Olimpo är det ganska tätbefolkat, med 67 invånare per kvadratkilometer. Närmaste större samhälle är Oaxaca de Juárez, 15,5 km norr om Colonia Olimpo. Trakten runt Colonia Olimpo består till största delen av jordbruksmark.